# Wu Lei
Wu Lei (em chinês: 武磊; Pīnyīn: Wǔ Lěi; Nanjing, 19 de novembro de 1991) é um futebolista chinês, que atua como ponta-esquerda. Atualmente, joga pelo Shanghai Port.
Ele detém o recorde de ser a pessoa mais jovem a atuar em uma partida profissional de futebol em todo o mundo, Wu estreou como profissional aos 14 anos e 287 dias.
Hoje é considerado o melhor jogador chinês em atividade. É o segundo maior artilheiro da história da Super Liga Chinesa, com 102 gols.

## Carreira

### Shanghai SIPG
Wu se matriculou na Genbao Football Academy (equipe de base criada pelo ex-jogador Xu Genbao) aos 12 anos. Quando o time se tornou profissional, Lei foi promovido precocemente para a categoria de cima em função de seu grande talento. Ele se tornou o jogador mais jovem a se tornar profissional, com 14 anos e 287 dias quando estreou com a camisa do recém-fundado, Shanghai Dongya, em uma derrota de 5 a 3 para o Yunnan Lijiang Dongba, válida pela terceira divisão do Campeonato Chinês, no dia 2 de setembro de 2006. Lei participou ainda do título da terceira divisão em 2007.
Em 30 de agosto de 2008, ele viria a marcar seu primeiro gol como atleta profissional, na vitória de 2 a 0 sobre o Qingdao Hailifeng, válida pela segunda divisão do Campeonato Chinês. Esse fato o tornou no segundo jogador mais jovem a marcar um gol como profissional (com 16 anos e 289 dias), 47 dias atrás de seu colega de equipe, Cao Yunding.
Ele foi fundamental na conquista da China League One (segunda divisão) em 2012 e se tornou uma grande promessa do promissor clube. Fez uma ótima temporada em 2015, na campanha do vice-campeonato do Dongya. Ao lado de Conca, foi o principal jogador do clube no ano, sendo o artilheiro da equipe na Super Liga, o 6º do campeonato e o artilheiro chinês do torneio pelo terceiro ano consecutivo.
Em 2016, Wu manteve o alto nível da temporada anterior. Novamente foi o principal jogador da equipe da temporada, desta vez ao lado de Elkeson. O jovem jogador alcançou as duas marcas dos anos anteriores, a de artilheiro doméstico (chinês) da Super Liga e a de artilheiro da equipe na competição, além de ter sido o vice-artilheiro geral da liga, com 14 gols. E ainda por cima, foi o terceiro jogador com mais assistências no campeonato ao lado de Cao Yunding (Shanghai Shenhua), com 9 cada um. Além disso, também foi o destaque e artilheiro do time na Liga dos Campeões Asiáticos, com 7 gols em 10 jogos.
Apesar de sua brilhante temporada, o Shanghai SIPG não alcançou o objetivo de chegar à final da Liga dos Campeões. No entanto, seu clube chegou na terceira posição da Liga, com 52 pontos e se classificou para edição seguinte da competição continental.
Em 2017, Wu Lei bateu alguns recordes pessoais. Foi o ano em que o chinês mais jogou, com 46 jogos ao longo da temporada, além de ter sido a que mais marcou, com 26 gols. Titular absoluto no ataque do SIPG, que contou com reforço de grandes nomes como Hulk, Oscar e Odil Ahmedov, Lei foi o artilheiro da equipe e vice-artilheiro no geral da Super Liga com 20 gols, além de ter sido pela quinta vez consecutiva o artilheiro doméstico (chinês) do campeonato, também foi o 5º que mais deu passes para gol, com 8 assistências. Na Liga dos Campeões foi vice-artilheiro do time, com 5 gols, atrás apenas de Hulk. Apesar de outra temporada de alto nível de Wu Lei, o Shanghai SIPG não conseguiu alcançar os objetivos traçados no começo do ano. Com o comando do português André Villas-Boas, o time de Xangai viu o Guangzhou Evergrande conquistar a Super Liga pela 7ª vez consecutiva sendo vice-campeão, caiu nas semi-finais da Champions League para o japonês Urawa Red Diamonds e perdeu a Copa da China para o seu arquirrival, o Shanghai Shenhua, em sua própria casa.
2018 foi o ano de Wu Lei. O jovem chinês, junto com sua equipe (Shanghai SIPG) foi elevado a outro patamar. Para começar foi ano que Wu Lei mais fez gols com 29 na temporada. Sendo 27 gols na Superliga Chinesa, 1 na Copa da China e 1 na Liga dos Campeões da AFC. O SIPG não fez boas campanhas na Copa Nacional e nem na continental. Na FA Cup Chinesa a equipe caiu nas quartas-de-final para o Beijing Guoan e na Liga dos Campeões da AFC, apesar de ter feito uma uma ótima fase de grupos terminando em 1º lugar com 11 pontos em 6 jogos, o time foi eliminado pelo Kashima Antlers do Japão nas oitavas de final (3x1 para o Kashima na ida, no Japão e 2x1 para o SIPG na volta, na China). Apesar do fracasso nas duas outras competições, o SIPG e principalmente Wu Lei foram intocáveis na liga nacional. O jovem acompanhou o sucesso do time. O Shanghai liderou grande parte do campeonato, sendo incomodado apenas pelo 7 vezes campeão consecutivo Guangzhou Evergrande. Wu Lei logo nas primeiras rodadas disparou na artilharia do campeonato. Lei liderou a artilharia durante as 30 rodadas da CSL. Com um ano inspirado de Oscar, Hulk e principalmente, do próprio, Wu Lei, o Shanghai SIPG foi o campeão da Superliga Chinesa de 2018 com uma rodada de antecedência pela primeira vez em sua história. O time do porto quebrou uma hegemonia do rival Evergrande de 7 anos e quebrou um jejum de 6 anos sem título. O atacante chinês foi o artilheiro isolado do campeonato com 27 gols (6 a mais que o segundo, Odion Ighalo do Changchun Yatai) e escolhido o MVP (Melhor Jogador) do campeonato, além de ter entrado para a seleção do campeonato junto com os colegas Hulk, Oscar e o goleiro Yan Junling. Como se não bastasse, Wu Lei também entrou para história ao se tornar o maior artilheiro da Superliga de todos os tempos, superando o compatriota Han Peng, atacante do Shandong Luneng que tinha 88 gols. Wu terminou o campeonato isolado nessa artilharia com 102 gols, 14 a mais que Han Peng.

### Espanyol
Após muita especulação sobre sua ida para Europa, Wu Lei foi anunciado como reforço do clube catalão Espanyol, no dia 28 de janeiro de 2019.
O clube, que conta com um proprietário chinês, vinha monitorando o atacante há um bom tempo. Lei tinha outras propostas do velho continente, mas optou por escolher o clube espanhol. O anúncio foi feito dias depois da Seleção Chinesa ser eliminada pelo Irã nas oitavas da Copa da Ásia, onde Wu Lei jogou 4 jogos e marcou 2 gols. Os detalhes da negociação, como valores e tempo de contrato, não foram divulgados.
Wu Lei marcou pela primeira vez com a camisa do novo clube na vitória da equipe por 3 a 1 sobre o Valladolid, válida pela La Liga. O jogador marcou o terceiro gol de sua equipe e entrou para a história como o primeiro chinês a marcar pelo Campeonato Espanhol em 90 anos de história.

## Seleção da China
Wu foi convocado pela primeira vez para a Seleção Chinesa Sub-20 em 2009. Marcou nove gols em cinco jogos nas Eliminatórias da Copa da Ásia Sub-19, em 2010. Suas boas atuações nas categorias de base renderam-lhe a convocação para o time profissional que disputou, e venceu, a Copa do Leste Asiático de 2010. Ele fez sua estreia na equipe principal no dia 14 de fevereiro de 2010, em uma vitória por 2-0 contra Hong Kong. Meses depois, voltou a ser convocado para equipe Sub-20 para a disputa da Copa da Ásia Sub-19 em 2010, ele jogou em quatro jogos e marcou dois gols, ele foi fundamental para a equipe chegar nas quartas-de-final.
Foi convocado para a equipe que disputou a Copa da Ásia de 2015.
Em 29 de março de 2016 fez o gol que classificou a equipe para terceira fase das Eliminatórias da Copa do Mundo de 2018, contra o Qatar na vitória por 2 a 0. Feito esse que não ocorria há 15 anos.

## Vida pessoal
Wu Lei é da etnia hui, chineses muçulmanos. Ele se casou com sua namorada de longa data, Zhong Jiabei em 2014. Eles tem dois filhos, um menino e uma menina.
Em 21 de março de 2020, a Associação Chinesa de Futebol anunciou que o atacante contraiu a Covid-19, causada pelo novo coronavírus SARS-CoV-2 durante a pandemia mundial da doença. Ele foi o primeiro jogador de futebol chinês a contrair o vírus. Wu postou um vídeo em seu Instagram oficial dizendo que se encontrava em isolamento na sua casa em Barcelona e estava apenas com sintomas leves da enfermidade.
Em 9 de maio de 2020, foi anunciado que o jogador estava curado da doença. O próprio jogador revelou em uma rede social que tinha testado negativo para dois testes da enfermidade.

## Títulos
Shanghai SIPG
- China League Two: 2007
- China League One: 2012
- Super Liga Chinesa: 2018, 2023, 2024

Espanyol
- LaLiga 2: 2020–21

Seleção da China
- Copa do Leste Asiático: 2010

### Individuais
- Artilheiro Doméstico da Super Liga Chinesa: 2013, 2014, 2015, 2016, 2017, 2018
- Seleção da Super Liga Chinesa: 2014, 2015, 2016, 2017, 2018
- Artilheiro (geral) da Super Liga Chinesa: 2018 (27 gols)
- MVP da Super Liga Chinesa: 2018
- Jogador do Ano da CFA: 2018

## Estatísticas
Última atualização: 2 de outubro de 2020.
| Estatísticas   | Estatísticas   | Estatísticas      | Liga  | Liga | Copa         | Copa         | Copa da Liga | Copa da Liga | Continental | Continental | Total | Total |
| Temporada      | Clube          | Liga              | Jogos | Gols | Jogos        | Gols         | Jogos        | Gols         | Jogos       | Gols        | Jogos | Gols  |
| China          | China          | China             | Liga  | Liga | FA Cup       | FA Cup       | CSL Cup      | CSL Cup      | Ásia        | Ásia        | Total | Total |
| -------------- | -------------- | ----------------- | ----- | ---- | ------------ | ------------ | ------------ | ------------ | ----------- | ----------- | ----- | ----- |
| 2006           | Shanghai SIPG  | China League Two  |       |      | -            | -            | -            | -            | -           | -           |       |       |
| 2007           | Shanghai SIPG  | China League Two  |       |      | -            | -            | -            | -            | -           | -           |       |       |
| 2008           | Shanghai SIPG  | China League One  | 24    | 4    | -            | -            | -            | -            | -           | -           | 24    | 4     |
| 2009           | Shanghai SIPG  | China League One  | 22    | 6    | -            | -            | -            | -            | -           | -           | 22    | 6     |
| 2010           | Shanghai SIPG  | China League One  | 23    | 10   | -            | -            | -            | -            | -           | -           | 23    | 10    |
| 2011           | Shanghai SIPG  | China League One  | 25    | 12   | 2            | 0            | -            | -            | -           | -           | 27    | 12    |
| 2012           | Shanghai SIPG  | China League One  | 30    | 17   | 0            | 0            | -            | -            | -           | -           | 30    | 17    |
| 2013           | Shanghai SIPG  | Superliga Chinesa | 27    | 15   | 0            | 0            | -            | -            | -           | -           | 27    | 15    |
| 2014           | Shanghai SIPG  | Superliga Chinesa | 28    | 12   | 0            | 0            | -            | -            | -           | -           | 28    | 12    |
| 2015           | Shanghai SIPG  | Superliga Chinesa | 30    | 14   | 3            | 2            | -            | -            | -           | -           | 33    | 16    |
| 2016           | Shanghai SIPG  | Superliga Chinesa | 30    | 14   | 2            | 1            | -            | -            | 10          | 7           | 42    | 22    |
| 2017           | Shanghai SIPG  | Superliga Chinesa | 28    | 20   | 6            | 1            | -            | -            | 13          | 5           | 47    | 26    |
| 2018           | Shanghai SIPG  | Superliga Chinesa | 29    | 27   | 4            | 1            | -            | -            | 8           | 1           | 41    | 29    |
| Espanha        | Espanha        | Espanha           | Liga  | Liga | Copa del Rey | Copa del Rey | Copa da Liga | Copa da Liga | Europa      | Europa      | Total | Total |
| 2018-19        | Espanyol       | La Liga           | 16    | 3    | 0            | 0            | -            | -            | -           | -           | 16    | 3     |
| 2019-20        | Espanyol       | La Liga           | 30    | 4    | 3            | 2            | 0            | 0            | 13          | 2           | 46    | 8     |
| 2020-21        | Espanyol       | La Liga 2         | 31    | 2    | 3            | 1            | 0            | 0            | -           | -           | 34    | 3     |
| Total          | Shanghai SIPG  | Shanghai SIPG     | 296   | 151  | 17           | 5            | 0            | 0            | 31          | 13          | 344   | 169   |
| Total          | Espanyol       | Espanyol          | 77    | 9    | 6            | 3            | 0            | 0            | 13          | 2           | 96    | 14    |
| Total Carreira | Total Carreira | Total Carreira    | 373   | 160  | 23           | 8            | 0            | 0            | 44          | 15          | 440   | 183   |

### Gols internacionais
Última atualização: 15 de junho de 2021
| Pos. | Data                   | Local               | Adversário  | Gol        | Placar | Resultado | Competição                          |
| ---- | ---------------------- | ------------------- | ----------- | ---------- | ------ | --------- | ----------------------------------- |
| 1.   | 28 de julho de 2013    | Seul, Coreia do Sul | Austrália   | 4–1        | 4–3    | Vitória   | Copa do Leste Asiático 2013         |
| 2.   | 15 de novembro de 2013 | Xian, China         | Indonésia   | 1–0        | 1–0    | Vitória   | Eliminatórias da Copa da Ásia 2015  |
| 3.   | 4 de setembro de 2014  | Anshan, China       | Kuwait      | 3–1        | 3–1    | Vitória   | Amistoso                            |
| 4.   | 14 de outubro de 2014  | Changsha, China     | Paraguai    | 2–0        | 2–1    | Vitória   | Amistoso                            |
|      | 13 de dezembro de 2014 | Chenzhou, China     | Quirguistão | 2–0        | 4–0    | Vitória   | Amistoso                            |
|      | 3 de janeiro de 2015   | Sydney, Austrália   | Omã         | 3–1        | 4–1    | Vitória   | Amistoso                            |
| 5.   | 16 de junho de 2015    | Thimbu, Butão       | Butão       | 2–0        | 6–0    | Vitória   | Eliminatórias da Copa do Mundo 2018 |
| 6.   | 9 de agosto de 2015    | Wuhan, China        | Japão       | 1–0        | 1–1    | Empate    | Copa do Leste Asiático 2015         |
| 7.   | 29 de março de 2016    | Xian, China         | Catar       | 2–0        | 2–0    | Vitória   | Eliminatórias da Copa do Mundo 2018 |
| 8.   | 5 de setembro de 2017  | Doha, Qatar         | Catar       | 2–1        | 2–1    | Vitória   | Eliminatórias da Copa do Mundo 2018 |
| 9.   | 26 de maio de 2018     | Nanquim, China      | Myanmar     | 1–0        | 1–0    | Vitória   | Amistoso                            |
| 10.  | 2 de junho de 2018     | Bangkok, Tailândia  | Tailândia   | 1–0        | 2–0    | Vitória   | Amistoso                            |
| 11.  | 2 de junho de 2018     | Bangkok, Tailândia  | Tailândia   | 2–0        | 2–0    | Vitória   | Amistoso                            |
| 12.  | 16 de outubro de 2018  | Nanquim, China      | Síria       | 2–0 (pen.) | 2–0    | Vitória   | Amistoso                            |
|      | 24 de dezembro de 2018 | Doha, Qatar         | Iraque      | 1–1 (pen.) | 2–1    | Derrota   | Amistoso                            |
| 13.  | 11 de janeiro de 2019  | Al Ain, EAU         | Filipinas   | 1–0        | 3–0    | Vitória   | Copa da Ásia de 2019                |
| 14.  | 11 de janeiro de 2019  | Al Ain, EAU         | Filipinas   | 2–0        | 3–0    | Vitória   | Copa da Ásia de 2019                |
| 15.  | 10 de setembro de 2019 | Malé, Maldivas      | Maldivas    | 2–0        | 5–0    | Vitória   | Eliminatórias da Copa do Mundo 2022 |
| 16.  | 10 de outubro de 2019  | Guangzhou, China    | Guam        | 2–0        | 7–0    | Vitória   | Eliminatórias da Copa do Mundo 2022 |
| 17.  | 14 de novembro de 2019 | Dubai, EAU          | Síria       | 1–1        | 2–1    | Derrota   | Eliminatórias da Copa do Mundo 2022 |
| 18.  | 30 de maio de 2021     | Suzhou, China       | Guam        | 1–0 (pen.) | 7–0    | Vitória   | Eliminatórias da Copa do Mundo 2022 |
| 19.  | 30 de maio de 2021     | Suzhou, China       | Guam        | 3–0        | 7–0    | Vitória   | Eliminatórias da Copa do Mundo 2022 |
| 20.  | 7 de junho de 2021     | Sharjah, EAU        | Filipinas   | 1–0 (pen.) | 2–0    | Vitória   | Eliminatórias da Copa do Mundo 2022 |
| 21.  | 11 de junho de 2021    | Sharjah, EAU        | Maldivas    | 2–0        | 5–0    | Vitória   | Eliminatórias da Copa do Mundo 2022 |
| 22.  | 15 de junho de 2021    | Sharjah, EAU        | Síria       | 2–1 (pen.) | 3–1    | Vitória   | Eliminatórias da Copa do Mundo 2022 |

Legenda
|  |                      |
|  | Amistoso não-oficial |